# Ischnomera kopetzi
Ischnomera kopetzi là một loài bọ cánh cứng trong họ Oedemeridae. Loài này được Švihla miêu tả khoa học năm 2004.